# Кодеш, Франтишек
Франтишек Кодеш (чеш. František Kodeš, нем. Franc Kodesch von Treuenhorst; 3 августа 1761, Наход — 11 июня 1831, Львов) — профессор чистой и прикладной математики Львовского университета, ректор Львовского университета в 1804-1805 годах, ректор Ягеллонского университета в 1808-1809 годах, ректор Львовского лицея в 1815-1817 годах.

## Биография
Чех по происхождению. Начальное образование получил в школах Находы и Брно, высшее образование — Карлов университет в Праге. 15 марта 1787 года получил по конкурсу кафедру математики Львовского университета. С сентября этого же года он начал преподавать в университете. В 1789 и 1804 годах — декан философского факультета, а в 1804-1805 годах — ректор университета.
В 1805 году австрийское правительство ликвидировало Львовский университет. Вместо него начал действовать лицей. Некоторые профессора переехали в Краковский университет, среди них был и Фратнишек Кодеш. В Кракове он преподавал математику и практическую геометрию, а также был в 1806 году деканом философского факультета и в 1805-1807 годах руководил Астрономической обсерваторией. В 1810 году вернулся во Львов, где сначала в лицее, а впоследствии в университете был профессором математики и практической геометрии. В 1818, 1824 и 1829 годах исполнял обязанности декана философского факультета, а в 1815-1816 и 1816-1817 годах — ректора лицея. Издал собственный учебник «Elementa mathesis purae» t.1 (1818), t.2 (1826). Имея опыт работы в Астрономической обсерватории в Кракове, Кодеш вел астрономические наблюдения во Львове и других городах.
Последние годы жизни Франтишка Кодеша были очень тяжелыми: умер его единственный сын, советник шляхетского суда, заболев холерой, умерла его жена, а 11 июня 1831 года от холеры скончался и сам Ф. Кодеш.

## Награды
- золотая цепь с медалью (1813)
- звание императорского-королевского советника (1815)
- дворянский титул с придатком фон Троенхорст (1824)[3].